# An Chang-rim
An Chang-rim (hangul: 안창림; hanja: 安昌林; 2 de março de 1994) é um judoca sul-coreano, medalhista olímpico.

## Carreira
Chang-rim esteve nos Jogos Olímpicos de Verão de 2020 em Tóquio, onde participou do confronto de peso leve, conquistando a medalha de bronze ao derrotar o azeri Rustam Orujov.